# Bagan
Bagan (burmanski: , Pugan), prije poznat kao Pagan, je od 9. do 13. stoljeća bila grad-država, prijestolnica Paganskog kraljevstva, prve države koja je ujedinila područja današnjeg Mjanmara. Područje hramova pokriva oko 36 km² i jedno je od najvećih arheoloških nalazišta u jugoistočnoj Aziji. Nalazi se na suhim središnjim ravnicama zemlje, na istočnoj obali rijeke Irrawaddy, 145 km jugozapadno od Mandalaya i na njegovom području danas živi oko 22.000 ljudi.
Tijekom svog vrhunca od 11. do 13. st., preko 10.000 budističkih hramova, pagoda i samostana je izgrađeno samo u Baganskoj dolini. Od njih je sačuvano njih više od 2.200. Zato je Bagan upisan na UNESCO-ov popis mjesta svjetske baštine u Aziji 2019. godine kao „sveti krajolik s iznimnim rasponom budističke umjetnosti i arhitekture ... koji odražava snagu religiozne pobožnosti ranog budističkog carstva”.

## Povijest
Nekoć se zvao Arimaddanapura ili Arimaddana („Grad gazitelja neprijatelja”) i Tambadipa („Zemlja bakra”) ili Tassadessa („Isušena zemlja”), te je bio prijestolnica nekoliko drevnih kraljevstava u Burmi.
Bagan je zbog svog iznimno povoljnog položaja na Irrawaddyju, na kojemu su se sastajali trgovački putovi iz Kine i Indije, sredinom 9. stoljeća postao središnjim mjestom Gornje Burme. Grad je kralj okružio zidinama 849. godine i u to vrijeme počelo je prodiranje indijskog tantrizma ili vađrajana-budizma i kultna mješavina izvornog štovanja zmija. U blizini nekadašnjeg gradskog zida nalazila su se dva zatvorena naselja indijsko-bengalskih imigranata od 9. do 10. stoljeća; iskopana u 19. stoljeću.
Uspon Bagana započeo je dolaskom na vlast kralja Anawrahta (također Anuruddha) 1044. godine. Konkretno, Anawratha je usvojio budizam i protjerao 1056. svećenika iz matičnog hrama zmija. Pod njim i njegovim sinom Kyanzitthom (1084. – 1113.), grad je dostigao svoj vrhunac, a teravada budizam je postao hegemonistička religija i instrument moći u konkurenciji s drevnim lokalnim uvjerenjima. Carstvo se pod Anawrahtom proširilo od suhe zone na sjeveru do podčinjenih Mon centara Pegua (današnji Bago) i Thatona u delti Irrawaddy. Navodno je Anawrahta zamolio kralja Manuhua iz Thatona za redovnike i svete spise za pouku svoga naroda. Međutim, kako Manuhu nije udovoljio zahtjevu, 1057. god. Anawratha je napao i osvojio Thaton i doveo cijelu Mon kraljvsku obitelj u Bagan. Kao rezultat, budizam se proširio na Bagan, usvojeno je monsko pismo i njegova književna kultura, a Bagan je izrastao u jedan od najvećih gradova u srednjem vijeku (oko 40 km²), oko 15 puta veći od srednjovjekovnog Londona.
Kyanzittha je također proširio političke i vjerske odnose na more i na Cejlon. Pagansko kraljevstvo je izgrađeno po uzoru na hinduistička kraljevstva s prijestoljem u glavnom gradu koje financirano oporezivanjem pojedinih kućanstava ili župnim službama u selima kojima upravlja myothugis (upravitelji naselja s nasljednim pravima). S vremenom su se osiguravala sve veća područja budističkih samostana u obliku tzv. „robovskih sela” radi održavanja monaštva (sangha). Kraljevstvo je također ozvaničilo ulogu kralja kao branitelja budizma. Za vrijeme mira od 250 godina, pobožni vladari ostavili su gotovo 6.000 pagoda od kojih je oko 2.000 sačuvano, po čemu je Bagan i danas poznat.
Propast Paganskog kraljevstva započela je u 13. st. zbog visokih cijena održavanja hramova, samostana koji nisu plaćali poreze, te upravitelja koji su zadržavali prihode svojih pokrajina i lišavali državu poreza. Tako oslabljenu su je zatekli Tajlanđani i Mongoli, koji su upadali sa sjevera. Na koncu je kralj Narathihapate (vl. 1256. – 1287.) došao u sukob s mongolskom dinastijom Yuan iz Kine. Prije nego što je vojska mongolskog cara Kublaj-kana zauzela grad 1287. godine, vladar Bagana je srušio mnoge hramove zbog podizanja gradskog zida. Narathihapate je pobjegao iz grada prije njegova pada i njegovim bijegom je mit o Baganu kao mostu između neba i zemlje konačno uništen. Kraljevstvo, koje je ranije vladalo Baganom od južnog podnožja Himalaja do Indijskog oceana, sljedeća dva stoljeća razlomilo se u brojne male države koje su se neprestano borile između sebe. Bagan u sljedećim stoljećima više nije imao status prijestolnice, a Gornja Burma je pala pod utjecaj naroda Šan, dok je Donjom Burmom ponovno vladao narod Mon.
Mjere za registraciju i obnovu povijesnog izgleda zgrada započele su 1958. god. kada je burmanski institut za arheologiju napravio kopije natpisa na zidovima hrama Ananda. Uslijedila je obnova slika 1962., ali je obnova postala je nemoguća nakon teškog potresa 1975. godine kojemu je epicentar bio upravo u Baganu.
UNESCO je godinama bez uspjeha pokušao označiti Bagan kao mjesto svjetske baštine. Naime, vojna hunta (SPDC) je restaurirala drevne stupe, hramove i zgrade, ignorirajući drevne arhitektonske stilove i koristeći suvremene materijale koji nemaju veze s originalnim planovima. Također je sagrađeno i golf igralište, auto-cesta, te 61 m visok toranj u jugoistočnom predgrađu Minnanthu. No, nakon pregovora Mjanmarske vlade s agencijom UN-a u Njemačkoj u lipnju 2002. godine ostvaren je značajan napredak i Bagan je ostvario minimum uvjeta da 2019. god. bude proglašen za svjetsku baštinu.
Danas je „Arheološko područje Bagana” jedno od najvažnijih turističkih destinacija Mjanmara, ravno Angkor Watu u Kambodži.

## Odlike
Vladari Bagana su svoju moć blisko povezali s budističkom vjerom kroz simboliku. Tako su preoblikovali izgled gradskog središta Bagana u sliku središta budističkog kozmosa. Naime, trg koji je danas uništen vijuganjem Irrawaddyja stajao je za planinu bogova, Meru, te je bio podijeljen na devet polja; osam vanjskih dijelova predstavljaju prethodno poznatih osam planeta Sunčevog sustava, a deveto, središnje polje, rezervirano je u budističkoj mitologiji za samog Gautama Budu. Ovdje je kralj Anawrahta sagradio svoju palaču i hram Mahabodhi, koji je manja kopija hrama Mahabodhi iz Indije.
Bagan se ističe ne samo velikim brojem vjerskih građevina u Mjanmaru, već i veličanstvenom arhitekturom zgrada i njihovim doprinosom oblikovanju burmanskog hrama. One se mogu svrstati u dvije skupine: hramovi u obliku stupa i „šuplji hramovi” gu stila.
Najstarije stupe, kao Bupaya (9. st.), su u Pyu stilu, kao kod onih iz Sri Ksetra s jajolikim kupolama i lanternama. No, u 11. st. razvile su se zvonolike kupole dok su lanterne od sve manjih i manjih prstenova s pupoljkom lotusa na vrhu, kao što je Shwezigon pagoda.
Šuplji hramovi gu-stila mogu imati jedan ulaz (kao kod Beikthano hrama), ili četiri s po jednim na svakom pročelju, a glavna odlika su im šiljasti lukovi i izvorno paganske nadsvođene prostorije koje su u razdoblja Pagana bivale sve veće i veće. Kasnije se spajanjem ova dva tipa nastao petostrani hram, kao što su Dhammayazika i Ngamyethna.
U utrci za milost bogova, hramovi, pagode i samostani od opeke građeni su bez obzira na ogromne troškove, a ukrašeni su pješčenjakom, glaziranim pločicama i štukaturama. Osim arhitektonski zanimljivih spomenika, zidne slike od 11. do 13. stoljeća sadrže najstarije sačuvane slike u jugoistočnoj Aziji, od kojih su neke vrhunski očuvane zbog izuzetno suhe klime u Baganu.
- Pagode Bagana
- Phaya Thonzu skupina u Mon stilu
- Shwezigon pagoda (1102.)
- Kapija pred ulazom u Hram Ananda (1105.)
- Hram Thatbyinnyu, najviši hram, 61 m (1150.)

## Vanjske poveznice
|  | Zajednički poslužitelj ima još gradiva o temi Bagan |

- Slike Bagana  Arhivirana inačica izvorne stranice od 13. srpnja 2012. (Wayback Machine)
- Dr. Richard M. Cooler, The Art and Culture of Burma - the Pagan Period  Arhivirana inačica izvorne stranice od 2. prosinca 2013. (Wayback Machine), Northern Illinois University (engl.)